# Mémorial à Allan Kardec
Le mémorial à Allan Kardec est un monument érigé à la mémoire d'Allan Kardec, dans le 2e arrondissement de Lyon. Il est situé au no 20, quai Gailleton, sur l'espace vert central de l'axe Nord-Sud.
Il a été inauguré le 18 avril 2005, dans le prolongement des commémorations du bicentenaire de la naissance d'Allan Kardec,.

## Situation et accès
Le mémorial est à l'intersection de la rue Sala et du quai du Docteur-Gailleton, à proximité de la place Gailleton.
Il est desservi par les bus TCL, à l'arrêt Pont de l'Université (lignes C10, 15 et 35) et par métro à l'arrêt Bellecour (ligne D).

## Histoire

### Allan Kardec
Allan Kardec est le pseudonyme sous lequel Hippolyte Léon Denizard Rivail a publié ses ouvrages spirites ; il réservait son nom à ses ouvrages pédagogiques. Ses ouvrages sont à la base d'un mouvement social au XIXe siècle qui connaîtra un essor important à Lyon jusqu'à la fin de la Première Guerre Mondiale.
Né à Lyon, le 3 octobre 1804, dans un immeuble de la rue Sala aujourd'hui disparu, la stèle est posée à son emplacement supposé, dans le prolongement de la rue, devant le Sofitel. Ce monument est l'aboutissement de près d'un siècle de tentatives infructueuses.

### Érection du mémorial
Une lettre datée du 25 juin 2004, signée par Jean-Louis Touraine, premier adjoint au maire, donne à Olivier Geneviève, avocat en droit international non-spirite, l'accord pour que soit apposée une plaque commémorative à Allan Kardec sur le mur de soutènement face au fleuve. L'installation du menhir, distincte de cette première demande, a été à l'initiative du CSLAK de Bron. Dans leurs démarches, ils ont démontré le rôle d'Allan Kardec dans la renommée de Lyon à l'international, au Brésil plus particulièrement,.
Leur installation sur l'espace public se fera le 20 décembre 2004, sous la supervision d'Olivier Geneviève.
Le 18 avril 2005, l'inauguration se fait en présence de Michel Chomarat, adjoint de la mairie aux affaires culturelles, de Mme Dumont, déléguée du maire du 2e arrondissement, Nestor Masotti, président de la FEB (pt) et secrétaire général du CSI, Olivier Geneviève, professeur de droit international, Gilles Fernandez, président du CSLAK, et Roger Perez, président de l'USFF.
Le correspondant local du Figaro relate que la pose et le transport ont représentés un coût total, estimé à 3 400 euros, dont les deux tiers payés par le Grand Lyon. La fabrication, le transport et les droits de douane du médaillon (1 210 euros) ont été payés par les spirites brésiliens, le solde restant était à la charge de l'USFF, dont le CSLAK était membre.

## Caractéristiques
La stèle mémorielle se compose d'une plaque de granit blanc prenant la forme d'un menhir, ainsi que de deux plaques et d'un médaillon en bronze figurant le buste d'Allan Kardec. Le tout pèse près de 20 kg.
|                     | Sur le bas port au niveau de la rue Sala, Lyon 2ème | Sur le bas port au niveau de la rue Sala, Lyon 2ème                                                               |
| ------------------- | --- | --- |
| Plaque Allan Kardec | Ici est né / Denisar, Hypolite Leon Rivail / dit Allan Kardec / le douze vendémiaire de l'an XIII / (le 3 ctobre 1804) / Codificateur du Spiritisme / et fondateur de / la Revue Spirite en 1858 « L'immortalité est la lumière de la vie, comme cet éclatant Soleil est la lumière de la Nature. » Camille Flammarion O.G le 3 octobre 2004 | Cette citation de Cammille Flammarion est extraite du discours qu'il a prononcé sur la tombe d'Allan Kardec,.     |
|                     | Stèle au n°20 quai Gailleton, Lyon 2ème | |
| Plaque supérieure   | Hippolyte Léon Denizard Rivail alias Allan Kardec, pédagogue, spiritualiste et codificateur du spiritisme. Né à Lyon, 76, rue Sala, 1804-1869. « Hors la charité, point de salut », Allan Kardec. O.G. le 3 octobre 2004 | Cette citation d'Allan Kardec est extraite du chapitre éponyme dans L'Evangile selon le spiritisme.               |
| Médaillon central   | Bicentenaire de la naissance / Allan Kardec / 1804-2004 | Bicentenaire de la naissance / Allan Kardec / 1804-2004                                                           |
| Plaque inférieure   | Don de l'Union Spirite Française et Francophone et de l'Association Kardec / 1, rue Docteur Fournier, 37000 Tours | Don de l'Union Spirite Française et Francophone et de l'Association Kardec / 1, rue Docteur Fournier, 37000 Tours |

## Anecdotes
- Quelques mois après sont inauguration, le monument est dégradé à plusieurs reprises[12].
- Le médaillon posé à Lyon est une copie de celui de Niteiro. En 2015, leur monument est vandalisé, le médaillon volé ; afin de le restaurer, une copie du médaillon lyonnais a été réalisée[6].
- Depuis 2023, une copie en résine à l'échelle 1 est disposée à l'entrée du Centre spirite lyonnais Allan Kardec.

## Autres lieux de mémoire
En France, la tombe d'Allan Kardec au cimetière du Père Lachaise est parmi les plus fleuries, avec sa forme caractéristique de dolmen.
Pour le bicentenaire de sa naissance, en 2004, la ville de Niteroi érige un monument à la mémoire du « professeur Rivail ». Son médaillon servira de modèle à celui de Lyon.
D'autres monuments au Brésil rendent hommage au pédagogue lyonnais,,.

Monuments dédiés à Allan Kardec
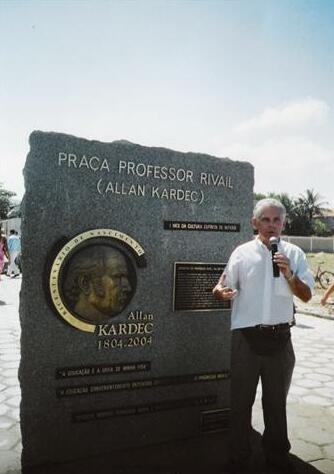
Mémorial de Niteroi.
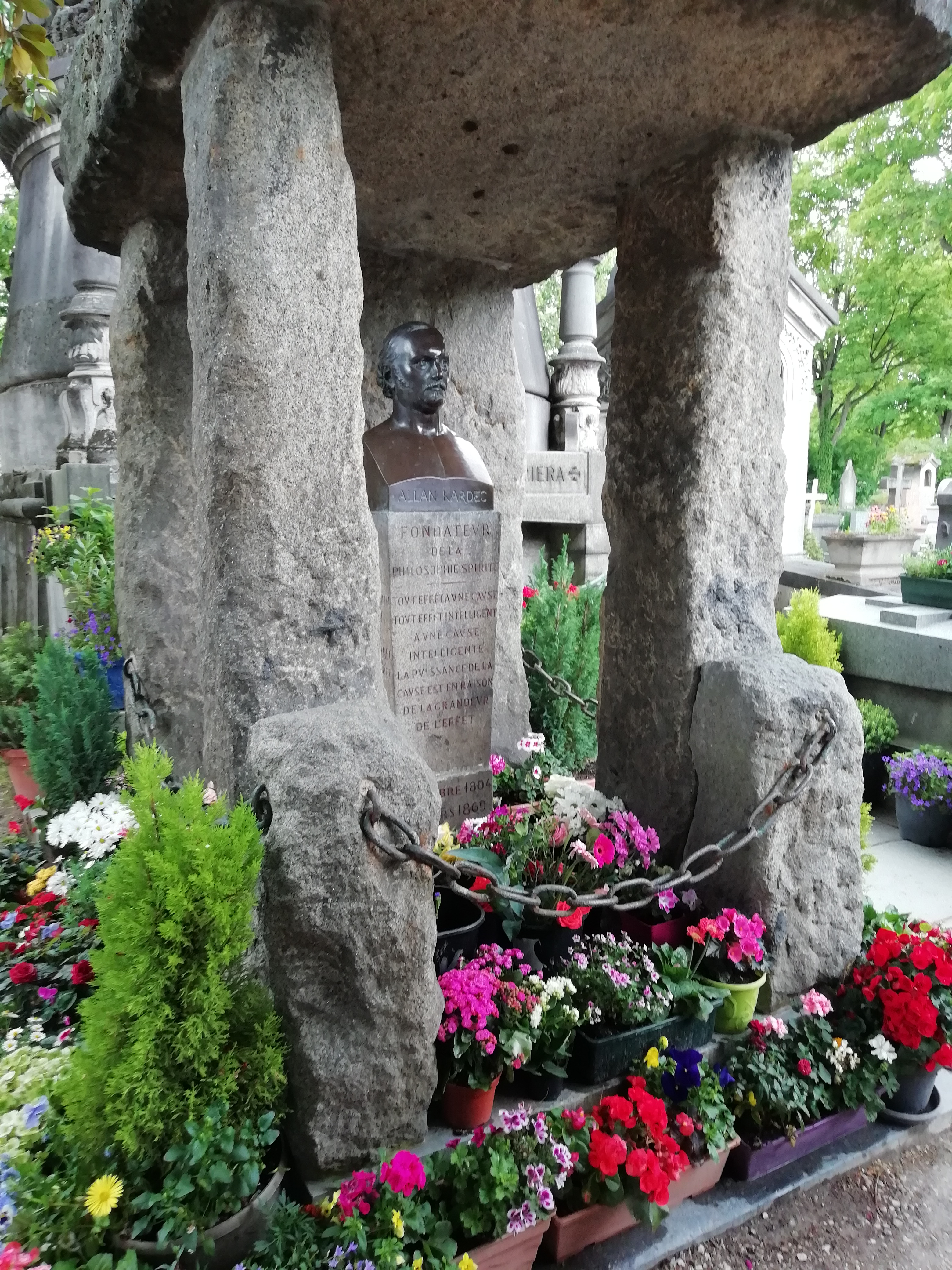
Tombe-dolmen au Père-Lachaise.

### Sources et références bibliographiques
- Gilles Fernandez, « Le menhir de la rue Sala », Le Spiritisme, no 20,‎ mars 2005, p. 3 (lire en ligne  [pdf, epub]).
- Charles Kempf, « Avènement spirite à Lyon », La Revue spirite, no 63,‎ avril 2005, p. 22-24.

- « Inauguration du menhir à Lyon en avril 2005 », galerie photo, sur cslak.fr (consulté le 22 septembre 2024)

- « Une visite de Lyon avec le soleil ou la pluie », Le Spiritisme, no 65,‎ juin 2016, p. 11-12 (lire en ligne  [pdf, epub])
- « Allan Kardec, de ses ancêtres à sa petite enfance », Le Spiritisme, no 70,‎ septembre 2017, p. 3-6 (lire en ligne  [pdf, epub])
- Paulo Sérgio Manhães Peixoto et Olivier Geneviève, Les Monuments Jumeaux : Entre Niteroi et Lyon, Paris, éditions USFF, septembre 2021, 216 p. (ISBN 979-8483473459).